# Jean Cousin (søfarer)
 Der er flere personer med dette navn, se Jean Cousin.
Jean Cousin, også Jehan Cousin, var en fransk søfarer fra Normandiet, som siges at have opdaget den Nye Verden i 1488, fire år før Christoffer Columbus, efter at han gjorde landgang i Brasilien i området omkring Amazonfloden. Ingen sikre skriftlige optegnelser der kan understøtte Cousins opdagelse er dog overleveret.
Antagelsen bygger først og fremmest på, at en af hans kaptajner ved navn Martín Alonso Pinzón, forlod Cousins tjeneste efter hjemkomsten til Dieppe og hævdes derefter, at være taget videre til Spanien, hvor han rådgav Columbus om hans vestlige togt. Pinzón er kendt for, at have udvist en bemærkelsesværdig sikker tro i sine råd til Columbus om udforskningen af den Nye Verden.
Cousins rejse blev i 1504 efterfulgt af en af Binot Paulmier de Gonneville med skibet L'Espoir, en rejse som blev dokumenteret. Gonneville bekræftede at da han besøgte Brasilien, stødte han på franske handelsfolk fra Saint-Malo og Dieppe som allerede på daværende tidspunkt havde gjort handel der i adskillige år.
Cousin og de franske-normannske sejleres opdagelse blev senere brugt i politisk øjemed af den franske konge Karl 9., som baggrund for krav på områder i den Nye Verden og som bevæggrund for forsøget på at kolonisere Fort Caroline i Florida i årene 1564-65, da det blev ræsonneret at det var franskmænd, der opdagede den Nye Verden og ikke spanierne. Området blev i den forbindelse kaldt for "Terre des Bretons".
Antagelsen at Jean Cousin var den første til at opdage den Nye Verden har en lang historik i Frankrig, blandt andet med en udgivelse (Use et coutume de la mer) i 1660 af Etienne Clairac.